# 에드워드 얼
에드워드 얼(Edward Earle, 1882년 7월 16일 ~ 1972년 12월 15일)은 캐나다의 촬영 감독, 배우, 영화배우이다.

## 영화
- 쉬 크리처 (1956년)
- 프란시스 인 더 헌티드 하우스 (1956년)
- 피터라 불리는 사나이 (1955년)
- 프란시스 고즈 투 웨스트 포인트 (1952년)
- 메리 위도우 (1952년)
- 고 포 브로크 (1951년)
- 댓 미드나잇 키스 (1949년)
- 워즈 앤 뮤직 (1948년)
- 핑크 말 타기 (1947년)
- 더 베스트 이어스 오브 아워 리브스 (1946년)
- 스윙 퍼레이드 1946 (1946년)
- 하비 걸 (1946년)
- 포스트맨은 벨을 두 번 울린다 (1946년)
- 이츠 어 프레저 (1945년)
- 이디 워즈 어 레이디 (1945년)
- 니커보커 홀리데이 (1944년)
- 캔트 헬프 싱잉 (1944년)
- 업 인 암스 (1944년)
- 헬로우 프리스코, 헬로우 (1943년)
- 스윗 로지 오그래디 (1943년)
- 럭키 조단 (1942년)
- 선 밸리 세레나데 (1941년)
- 인간 에디슨 (1940년)
- 파랑새 (1940년)
- 이프 아이 해드 마이 웨이 (1940년)
- 그린 호넷 (1940년)
- 우먼 닥터 (1939년)
- 스워니 리버 (1939년)
- 더 아시스 폴리스 오브 1939 (1939년)
- 이스트 사이드 오브 헤븐 (1939년)
- 쓰리 스마트 걸 그로우 업 (1939년)
- 스파이더스 웹 (1938년)
- 스윗하츠 (1938년)
- 기브 미 어 세일러 (1938년)
- 파리의 분노 (1938년)
- 쓰루브레드 돈 크라이 (1937년)
- 로잘리 (1937년)
- 아티스트 & 모델 (1937년)
- 경마장의 하루 (1937년)
- 스탠드 업 앤 치어! (1934년)
- 더 프라이즈파이터 앤 더 레이디 (1933년)
- 홧김에 한 결혼 (1929년)
- 바람 (1928년)